# Semplak (Sukalarang)
Semplak is een bestuurslaag in het regentschap Sukabumi van de provincie West-Java, Indonesië. Semplak telt 4931 inwoners (volkstelling 2010).